# 井村徹
井村 徹（いむら とおる、1924年9月25日 - 2013年7月29日 ）は、日本の金属工学者。専門は、金属物理学・材料科学。学位は、理学博士（大阪大学・論文博士・1957年）。名古屋大学名誉教授。日本学士院賞受賞。

## 来歴・人物
三重県出身。旧制香川県立三豊中学校、東京帝国大学第二工学部冶金学科卒業。
1957年（昭和32年）「発散X線を用いての単結晶の変形の研究」で、大阪大学より理学博士の学位を取得。
1956年（昭和31年）藤田廣志（大阪大学名誉教授）との共同研究で、我国初の金属転位の直接観察に成功する。電子顕微鏡による格子欠陥の直接観察は、理論的研究が先行していた格子欠陥論に、初めて直接的な実証を与えた。1963年（昭和38年）より超高圧電子顕微鏡の開発に着手する。金属の原子レベルでの変化の仕組みを、超高圧電子顕微鏡を用いて、材料の塑性変形を顕微鏡の中で起こさせ、転移の運動を実時間で観察・記録し、結晶の降伏と転位挙動、転位増殖並びに易動度、加工硬化、破壊における転位挙動、温度変化や高エネルギー粒子線照射の転位挙動に及ぼす効果、固一液界面の観察結果と結晶成長機構、転位の発生などに関した情報を得ることに勤めた。1978年（昭和53年）「生きている金属」との題名で学術映画にまとめ、同年第16回チェコスロバキア国際科学技術映画大賞を受賞。
1985年（昭和60年）4月2日から1986年（昭和61年）4月2日まで日本金属学会第34代会長を務めた。
1994年（平成6年）「金属塑性変形の超高圧顕微鏡その場の観察による研究」（藤田廣志、大阪大学名誉教授との共同研究）で日本学士院賞を授与された。

## 略歴
- 1946年 - 東京帝国大学第二工学部冶金学科卒業
- 1948年 - 大阪工業専門学校教授
- 1954年 - 大阪府立大学助教授
- 1957年‐59年 - ラトガース大学へ出張
- 1961年 - 東京大学物性研究所助教授
- 1967年 - 名古屋大学工学部教授[8]
- 1983年 - 名古屋大学工学電子光学実験施設長（兼任）
- 1988年 - 名古屋大学名誉教授
- 1988年 - 愛知工業大学教授
- 1998年 - 愛知工業大学客員教授
- 2006年 - 愛知工業大学退職

## 栄典
- 1991年 - 紫綬褒章
- 1997年 - 勲二等瑞宝章

## 受賞歴
- 1978年 - 第16回チェコスロバキア国際科学技術映画大賞
- 1983年 - 中日文化賞
- 1991年 - 日本金属学会賞
- 1992年 - 東レ科学技術賞
- 1994年 - 日本学士院賞